# Figulus rossi
Figulus rossi là một loài bọ cánh cứng trong họ Lucanidae. Loài này được Gahan mô tả khoa học năm 1900.